# Пантен (коммуна)
Пантен (нем. Panten) — община в Германии, в земле Шлезвиг-Гольштейн.
Входит в состав района Герцогство Лауэнбург. Подчиняется управлению Нуссе.  Население составляет 708 человек (на 31 декабря 2010 года). Занимает площадь 13,83 км².